# راد پوینت
راد پوینت (به انگلیسی: Rodd Point) یک حومه شهر در استرالیا است که در نیو ساوت ولز واقع شده‌است.